# Häuschen (Beyenburg)
Häuschen ist eine Ortslage im Wuppertaler Wohnquartier Herbringhausen im Stadtbezirk Langerfeld-Beyenburg. 

## Geografie
Die Ortslage liegt auf 298 m ü. NHN nahe der Stadtgrenze zu Radevormwald. Benachbarte Orte sind Rottland, Kotthausen, Nöllenberg, Niedersondern und Walbrecken.

## Geschichte
Rottland ist auf der Topographischen Aufnahme der Rheinlande von 1824 verzeichnet. Auf der Preußischen Uraufnahme von 1843 heißt der Ort Am Häuschen.